# Sam Elliott
Samuel Pack Elliott (n. 9 august 1944, Sacramento, California, SUA) este un actor american. Acesta a primit nenumărate premii⁠(d), inclusiv un National Board of Review Award, și a fost nominalizat pentru un premiu Oscar, de două ori la Premiile Globul de Aur, de două ori la Premiul Primetime Emmy⁠(d) și de două ori la Screen Actors Guild Awards.
Elliott este cunoscut pentru aspectul său deosebit, mustață plină și vocea profundă. Acesta și-a început cariera cinematografică cu roluri minore în Drumul spre Vest (1967), Butch Cassidy and the Sundance Kid (1969), sezonul 5 al serialului Misiune: Imposibilă⁠(d), serialul western Gunsmoke⁠(d) 1972) și filmele de televiziune Murder in Texas⁠(d) (1981) și Călăreții întunericului (1982). Acesta devine cunoscut după rolul din drama Lifeguard⁠(d) (1976). Mai târziu, a apărut în numeroase ecranizări ale lucrărilor lui Louis L'Amour⁠(d) precum Mai iute ca moartea⁠(d) (1987) și Conagher⁠(d) (1991); rolul interpretat în cel din urmă îi aduce prima nominalizare la Globurile de Aur la categoria Cel mai bun actor - miniserie sau film de televiziune. A primit a doua nominalizare la Globurile de Aur și prima la premiul Primetime Emmy⁠(d) pentru rolul din Fetele din Vestul Salbatic⁠(d) (1995). Alte roluri importante de la începutul anilor 1990 sunt John Buford⁠(d) în drama istorică Gettysburg și Virgil Earp⁠(d) în filmul western Tombstone (1993).
În anii 2000, Elliott a apărut în roluri secundare în drama Am fost cândva soldați... și tineri⁠(d) (2002) și în filmele cu supereroi Hulk uriașul (2003) și Demon pe două roți (2007). În 2015, a jucat în serialul Lege și dreptate și a câștigat premiul Critics 'Choice Television⁠(d), iar în 2016 a început să joace în serialul Netflix The Ranch⁠(d). A avut un rol principal și în filmul de comedie-dramă Eroul⁠(d) (2017). În anul următor, Elliott interpretează un rol în drama muzicală S-a născut o stea (2018) pentru care a fost nominalizat la premiul Oscar pentru cel mai bun actor în rol secundar, premiul Critics 'Choice pentru cel mai bun actor în rol secundar⁠(d), premiul Screen Actors Guild pentru interpretarea remarcabilă a unui actor de sex masculin într-un rol secundar⁠(d) și a câștigat un premiu National Board of Review.